# Obereopsis medana
Obereopsis medana är en skalbaggsart som beskrevs av Stefan von Breuning 1951. Obereopsis medana ingår i släktet Obereopsis och familjen långhorningar. Inga underarter finns listade i Catalogue of Life.